# كارلو راديشي
كارلو راديشي (بالإيطالية: Carlo Radice)‏ (16 ديسمبر 1907 بمونزا في إيطاليا - ) هو لاعب كرة قدم إيطالي في مركز الهجوم. لعب مع نادي باليرمو ونادي كاتانزارو ونادي لاتسيو ونادي مونزا وGruppo Sportivo Falck ‏.